# Xantocromia
Xantocromia (dal greco antico: ξανθός?, xanthos, "giallo" e χρώμα, chroma, "colore"), è l'aspetto giallastro del liquido cerebrospinale, che si verifica diverse ore dopo il sanguinamento nello spazio subaracnoideo (emorragia subaracnoidea).
La sua presenza può essere determinata mediante spettrofotometria (misurazione dell'assorbimento di particolari lunghezze d'onda della luce) o semplice esame visivo. Non vi è certezza sulla maggiore affidabilità di una rispetto all'altra metodica.

## Fisiologia
Il fluido cerebrospinale, che riempie lo spazio subaracnoideo tra la membrana aracnoidea e la pia madre che circonda il cervello, è normalmente limpido e incolore. Quando vi è stato un sanguinamento nello spazio subaracnoideo, l'aspetto iniziale del liquido cerebrospinale può variare da appena tinto di sangue a francamente insanguinato, a seconda dell'estensione del sanguinamento. Entro alcune ore, i globuli rossi nel liquido cerebrospinale vengono distrutti, rilasciando la loro molecola che trasporta ossigeno, che viene poi metabolizzata dagli enzimi alla bilirubina, un pigmento giallo. La causa più comune di sanguinamento nello spazio subaracnoideo è un'emorragia subaracnoidea da un aneurisma cerebrale rotto.
Il test iniziale più frequentemente impiegato per l'emorragia subaracnoidea è una scansione tomografica computerizzata della testa, ma rileva solo il 98% dei casi nelle prime 12 ore dopo l'insorgenza dei sintomi e diventa meno utile in seguito. Pertanto, una puntura lombare ("spinale") è raccomandata per ottenere liquido cerebrospinale se qualcuno ha sintomi di emorragia subaracnoidea (es. Mal di testa a tuono, vomito, vertigini, convulsioni di nuova insorgenza, confusione, diminuzione del livello di coscienza o coma, rigidità del collo o altri segni di meningismo e segni di improvvisa elevata pressione intracranica), ma nessun sangue è visibile sulla TC. Secondo vari articoli scientifici, un prelievo spinale non è necessario se non viene rilevato sangue su una scansione TC eseguita utilizzando uno scanner di terza generazione entro sei ore dall'esordio dei sintomi. Infatti, il prelievo non è uno standard di terapia.
Eme dai globuli rossi che si trovano nel liquido cerebrospinale perché un vaso sanguigno è stato intaccato durante la puntura lombare (un "colpo traumatico") non ha tempo per essere metabolizzato, e quindi non è presente la bilirubina.
Dopo aver ottenuto il liquido cerebrospinale, è possibile controllare una varietà dei suoi parametri, compresa la presenza di xantocromia. Se il liquido cerebrospinale è sanguinoso, viene centrifugato per determinarne il colore.

## Spettrofotometria
Molti laboratori si affidano solo al colore del liquido cerebrospinale per determinare la presenza o l'assenza di xantocromia. Tuttavia, recenti linee guida suggeriscono che la spettrofotometria dovrebbe essere eseguita. La spettrofotometria si basa sulla diversa trasmittanza o, al contrario, sull'assorbanza della luce da diverse sostanze o materiali, inclusi i soluti. La bilirubina assorbe la luce a lunghezze d'onda comprese tra 450-460 nm. La spettrofotometria può anche rilevare la presenza di ossiemoglobina e metaemoglobina, che assorbono la luce a 410-418 nm e 403-410 nm, rispettivamente, e possono anche indicare che si è verificato un sanguinamento; identificare le sostanze nel liquido cerebrospinale che assorbono la luce ad altre lunghezze d'onda ma non sono dovute al sanguinamento, come i carotenoidi; e per rilevare piccolissime quantità di saturazione del colore giallo (circa 0,62%) che potrebbero non essere rilevate dall'ispezione visiva, specialmente quando il liquido cerebrospinale è stato esaminato sotto illuminazione a incandescenza o una lampada da scrivania al tungsteno (corrispondente alla lampada illuminante standard A della Commissione Internazionale sull'illuminazione).
L'ispezione visiva è il metodo più frequente utilizzato negli Stati Uniti per valutare il fluido cerebrospinale per la xantocromia, mentre la spettrofotometria è utilizzata fino al 94% dei campioni nel Regno Unito. C'è ancora disaccordo sul fatto di utilizzare o meno la spettrofotometria o se l'ispezione visiva è adeguata, e un gruppo di autori ha addirittura sostenuto la misurazione dei livelli di bilirubina.